# Louis Mercanton
Louis Mercanton, nato Louis Samuel Eugène Mercanton (Nyon, 4 maggio 1879 – Parigi, 29 aprile 1932), è stato un regista cinematografico e sceneggiatore svizzero naturalizzato francese.

## Biografia
Attore nella compagnia di Sarah Bernhardt, passò al cinema, dirigendo la sua capocomica, con la collaborazione tecnica di Henri Desfontaines.
Suo figlio Jean esordì sullo schermo a due mesi tra le braccia di Réjane nel film Miarka, la fille à l'ourse (1920) e interpretò, bambino, numerosi film del padre e di altri registi.

## Filmografia

### Regista
- La Dame aux camélias (1911)
- Le Lotus d'or (1916)
- Bouclette, co-regia di René Hervil (1918)
- L'Appel du sang (1921)
- Miarka, la fille à l'ourse (1921)
- L'Homme merveilleux (1922)
- Phroso (1922)
- La Voyante (1923)
- Les Deux Gosses (1924)
- Monte Carlo (1925)
- La Petite Bonne du palace
- Croquette
- Cinders (1926)
- Venere moderna (1929)
- La Lettre (1930)
- Bon appétit Messieurs (1930)
- The Nipper (1930)
- Epidemia d'amore (1930)
- Une idée de génie (1931)
- Popaul veut dormir (1931)
- Ohé! Ohé! (1931)
- Octave (1931)
- La Disparue (1931)
- La Brigade du bruit (1931)
- La prima notte (1931)
- Su noche de bodas (1931)
- These Charming People (1931)
- A Man of Mayfair (1931)
- La Femme-poisson (1932)
- Il est charmant (1932)
- Studenter i Paris (1932)
- Cognasse (1932)

### Coregista
- Passionnément (1932)
- Le Mystère de la villa rose (1930)
- Aux jardins de Murcie (1923)
- Sarati, le terrible (1923)
- Midinettes (1919)
- Sadounah (1919)
- Bouclette (1918)
- Oh! Ce baiser! (1918)
- Le Tournant (1918)
- Un roman d'amour et d'aventures (1918)
- Le Torrent (1917)
- Mères françaises (1917)
- La P'tite du sixième (1917)
- Le Tablier blanc (1917)
- Manuella (1916)
- Suzanne, regia di René Hervil e Louis Mercanton (1916)
- Suzanne, professeur de flirt (1916)
- Jeanne Doré (1915)
- Vendetta (1914)
- Anne de Boleyn (1914)
- La Remplaçante (1914)
- Adrienne Lecouvreur (1913)
- Le Spectre du passé (1913)
- La regina Elisabetta (1912)
- L'Assassinat d'Henri III (1911)

### Sceneggiatore
- Shylock (1913)
- Vendetta (1914)
- Suzanne, professeur de flirt (1916)
- Suzanne, regia di René Hervil e Louis Mercanton (1916)
- Manuella (1916)
- Le Tablier blanc (1917)
- La P'tite du sixième (1917)
- Le Tournant (1918)
- Oh! Ce baiser! (1918)
- Midinettes (1919)
- Gosse de riche (1920)
- Les Deux Gosses (1924)
- La Petite Bonne du palace (1927)
- Croquette (1928)

### Attore
- La Petite Bonne du palace (1927)
- La Femme-poisson (1932)

### Produttore
- Miarka, la fille à l'ourse (1921)
- Venere moderna (1929)